# Ernesto de Martino
Ernesto de Martino (Napoli, 1º dicembre 1908 – Roma, 9 maggio 1965) è stato un antropologo, storico delle religioni e filosofo italiano.

## Biografia
Ernesto De Martino nacque a Napoli, il 1º dicembre 1908. Il padre svolgeva la professione di ingegnere delle ferrovie, la madre invece era una maestra elementare. Frequentò il ginnasio a Firenze e il liceo (classico nella sezione moderna, senza il greco, sostituito dal tedesco) a Napoli. Dopo aver frequentato per un anno la facoltà di ingegneria a Torino, studiò filosofia a Napoli dal 1929. Nel 1930 incontrò Vittorio Macchioro, archeologo, storico delle religioni e studioso dell'orfismo. Prestò servizio militare come allievo ufficiale riuscendo nel contempo a proseguire gli studi. Dopo la laurea in lettere all'Università di Napoli nel 1932, con una tesi in storia delle religioni sui gephyrismi eleusini sotto la direzione di Adolfo Omodeo, si interessa alle discipline etnologiche. Si iscrive ai GUF e alla Milizia Universitaria, collaborando a L'Universale di Berto Ricci e facendo circolare in una cerchia ristretta di collaboratori un Saggio sulla religione civile poi rimasto inedito. Alla caduta del regime nel luglio del 1943, De Martino, che aveva intanto maturato forti sentimenti antifascisti, si trovava con la famiglia a Cotignola, nella bassa Romagna e partecipò da rifugiato alla Resistenza, dapprima in provincia di Ravenna poi a Forlì, dove rappresentò il Partito italiano del lavoro alle riunioni del CLN.
Nel 1935 aveva sposato Anna Macchioro, la figlia di Vittorio, con cui ebbe due figlie, Lia e Vera. La relazione con Anna Macchioro entrò definitivamente in crisi nel 1947, quando, durante il suo insegnamento in un istituto magistrale di Bari, conosce e si lega ad una sua allieva, Vittoria De Palma, che diventerà la sua nuova compagna e preziosa collaboratrice. In Puglia ricoprì anche ruoli di responsabilità nel PSI, a Bari e nel Salento.
«Erano quelli gli anni in cui Hitler sciamanizzava in Germania e in Europa, e ancora lontano era il giorno in cui le rovine del palazzo della Cancelleria avrebbero composto per questo atroce sciamano europeo la bara di fuoco in cui egli tentava di seppellire il genere umano: ed erano anche gli anni in cui una piccola parte della gioventù italiana cercava asilo nelle severe e serene stanze di Palazzo Filomarino per risillabare il discorso elementarmente umano altrove impossibile, persino nella propria famiglia».

Il suo primo libro, Naturalismo e storicismo nell'etnologia (1941), è un tentativo di sottoporre l'etnologia al vaglio critico della filosofia storicista di Benedetto Croce. Secondo De Martino, l'etnologia solo attraverso la filosofia storicista avrebbe potuto riscattarsi dal suo naturalismo (tratto che accomuna, per De Martino, tanto la scuola sociologica francese che gli indirizzi "pseudostorici" tedeschi e viennesi). Fu lo stesso Croce a introdurre il giovane De Martino all'editore Laterza, suggerendo la pubblicazione del libro, in cui si può già scorgere in nuce l'idea del successivo lavoro sul "magismo etnologico". Scritto negli anni della seconda guerra mondiale e pubblicato nel 1948, Il mondo magico è il libro nel quale Ernesto De Martino elabora alcune delle idee che rimarranno centrali in tutta la sua opera successiva.
Qui De Martino costruisce la sua interpretazione del magismo come epoca storica nella quale la labilità di una "presenza" non ancora determinatasi, viene padroneggiata attraverso la magia, in una dinamica di crisi e riscatto. In quel periodo, De Martino comincia a militare nei partiti di sinistra. Prima, dal 1945, lavora come segretario di federazione, in Puglia, per il Partito Socialista Italiano; influenzato da Gramsci e da Carlo Levi, cinque anni dopo, entra a far parte del Partito Comunista Italiano. Negli anni che seguono, De Martino comincia a interessarsi sempre di più allo studio etnografico delle società contadine del sud Italia, in contemporanea con le inchieste di Vittorini e l’opera documentaristica di Cesare Zavattini. Di questa fase, talvolta detta "meridionalista", fanno parte le opere più note al grande pubblico: Morte e pianto rituale, Sud e magia, La terra del rimorso.
Innovativo nelle sue ricerche fu l'approccio multidisciplinare, che lo portò a costituire un'équipe di ricerca etnografica. La terra del rimorso è la sintesi delle sue ricerche sul campo (il Salento) affiancato da uno psichiatra (Giovanni Jervis), una psicologa (L. Jervis-Comba), un'antropologa culturale (Amalia Signorelli), un etnomusicologo (Diego Carpitella), un fotografo (Franco Pinna) e dalla consulenza di un medico (S. Bettini). Nello studio del fenomeno del tarantismo vengono utilizzati anche filmati girati tra Copertino, Nardò e Galatina. A queste monografie segue la pubblicazione dell'importante raccolta di saggi Furore Simbolo Valore (1962).
Altro aspetto importante del lavoro di De Martino, anche se purtroppo mai portato a compimento per via della prematura scomparsa dell'antropologo, è lo studio del concetto di fine del mondo. Questo si allaccia alle riflessioni sulla crisi della presenza e alla necessità di elaborare culturalmente gli eventi traumatici a cui vanno incontro gli individui e le comunità. De Martino aveva individuato nella contemporaneità del mondo occidentale un senso della fine particolarmente spiccato. Una conferma di questo verrebbe dall'analisi della letteratura europea di stampo esistenzialista. Ad esempio, negli scritti del filosofo e scrittore Albert Camus, De Martino nota la necessità di costruire un sistema filosofico in grado di rendere conto, e in un certo senso addomesticare, il senso di smarrimento dato dalla fine di un mondo culturale in cui era possibile affidarsi a una teleologia (fosse questa di stampo religioso o politica, poco importa).
De Martino è stato collaboratore di Raffaele Pettazzoni all'Università degli Studi di Roma "La Sapienza", nell'ambito della Scuola romana di Storia delle religioni. Come ordinario di Storia delle religioni e di Etnologia, dal dicembre 1958 fino alla morte ha insegnato all'Università di Cagliari, dove ha avuto uno stuolo di allievi. Con Alberto Mario Cirese, Giovanni Lilliu, Cesare Cases, la sua assistente Clara Gallini, e in seguito altri studiosi, quali Placido Cherchi, Giulio Angioni, Pietro Clemente, e Pier Giorgio Solinas, saranno esponenti di una significativa, sebbene mai formalizzata, scuola antropologica all'Università di Cagliari, della quale De Martino è considerato uno dei fondatori. Il nuovo status universitario facilitò una ripresa della partecipazione politica.
Morì a Roma il 6 maggio 1965.
È considerato uno dei più importanti antropologi dell’età contemporanea, fondatore in Italia dell'umanesimo etnografico e dell'etnocentrismo critico.

## Il concetto di 'presenza'
La presenza in senso antropologico, nella definizione di De Martino è intesa come la capacità di conservare nella coscienza le memorie e le esperienze necessarie per rispondere in modo adeguato ad una determinata situazione storica, partecipandovi attivamente attraverso l'iniziativa personale e andandovi oltre attraverso l'azione. La presenza significa dunque esserci (il "da-sein" heideggeriano) come persone dotate di senso, in un contesto dotato di senso. Il rito aiuta l'uomo a sopportare una sorta di "crisi della presenza" che esso avverte di fronte alla natura, sentendo minacciata la propria stessa vita. I comportamenti stereotipati dei riti offrono rassicuranti modelli da seguire, costruendo quella che viene in seguito definita come "tradizione". 

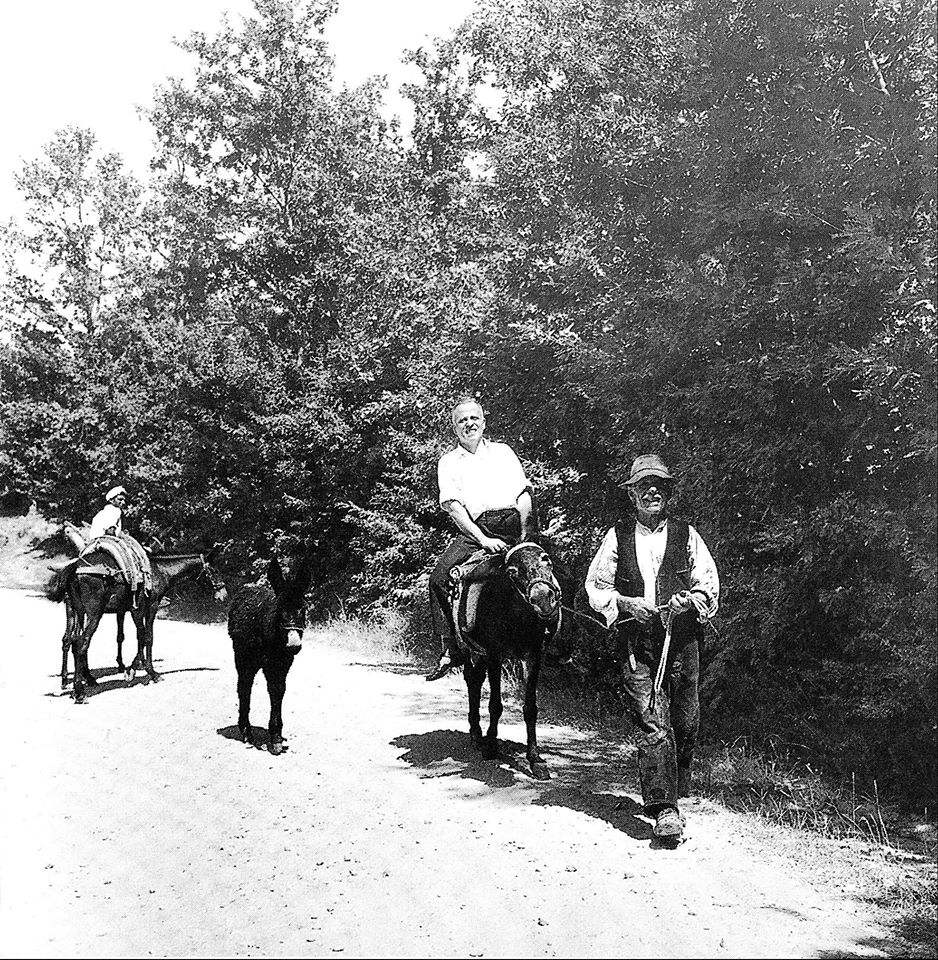
Ernesto De Martino, 11 agosto 1956, spedizione in Basilicata

Se si vuole rintracciare in De Martino un filo comune e unitario tra l’influenza marxista e gramsciana della “triade meridionalista” (esplicita anche attraverso la sua militanza diretta nel PCI negli anni '50) di Morte e pianto rituale (1958), Sud e magia (1959) e La terra del rimorso (1961), e gli appunti e i dossier preparati per La fine del mondo, in cui è presente un'elaborazione filosofica più marcatamente sui piani ontologico, esistenzialista e fenomenologico e che vedranno la luce solo posteriormente (1ed.1977) dal riordino delle carte ad opera di Angelo Brelich e Clara Gallini, bisogna rendere centrale il nesso tra presenza/crisi/riscatto e il processo di destorificazione del negativo ad opera dell’ethos del trascendimento; l'immaginazione simbolica collettiva è la realizzazione di un'ethos del trascendimento che, come un mito di fondazione per il senso di appartenenza o la sacralizzazione dell'” oggetto” per scopi espiatori, rende possibile il superamento di una crisi, della “presenza” in quanto soggetto che opera nella natura, che rischia di perdersi in essa senza riscatto (escaton). Il soggetto dunque si ricolloca nella storia tramite la cultura, e la crisi si rivela esistenziale nel rapporto tra sé e il mondo “altro da sé”. Ma la crisi affonda sempre nelle materiali condizioni di vita e nelle modalità concrete di una prassi che deve tendere e tende incessantemente alla trasformazione rivoluzionaria (che è escatologica nelle religioni) come base insopprimibile della costituzione di sé come soggetto:
“Vi è dunque un principio trascendentale che rende intellegibile l’utilizzazione e le altre valorizzazioni, e questo principio è l’ethos trascendentale del trascendimento della vita nel valore: attività dunque, ma ethos, dover-essere-nel-mondo per il valore, per la valorizzante attività che fa mondo il mondo, e lo fonda e lo sostiene.”
Costante, inoltre, nella ricerca sul campo, come nelle analisi ed elaborazioni degli ultimi anni, fu l'indagine sul valore euristico assegnato ai dati psicopatologici, sempre legato a una riflessione critica sulla trasferibilità delle relative nozioni in contesti culturali diversi e sulle loro implicazioni sul piano antropologico e filosofico più generale: dalla figura dello sciamano come “Cristo magico” ne Il mondo magico, ai fenomeni di dissociazione e possessione (influenzato dalle letture di Širokogorov e Pierre Janet) nei riti della taranta, fino alle note sulle “apocalissi psicopatologiche” ne La fine del mondo.

### Il folklore progressivo
Il concetto di folklore, come concezione del mondo regressiva, secondo le “osservazioni sul folklore” del Quaderno XXVII di Gramsci “un agglomerato indigesto di frammenti di concezioni del mondo (..) e superstiti documenti mutili e contaminati”, ma anche di positiva creatività delle classi subalterne (come i canti popolari), in opposizione alla cultura dotta delle élite dirigenti, fu oggetto di riflessione dell’antropologo partenopeo a partire dal 1949, con il saggio “Intorno ad una storia del mondo popolare subalterno”, pubblicato su Società sul nr.3 di quell’anno, in cui riprende studi e indagini della nuova etnologia sovietica (Tolstov, Hippius, Cicerov, ispirati da V.J. Propp). Nel giugno 1951 in un articolo lo definì come
- “proposta consapevole del popolo contro la propria condizione socialmente subalterna, o che commenta, esprime in termini culturali, le lotte per emanciparsene. (..) il folklore progressivo costituisce un avanzamento culturale effettivo delle masse popolari, la nascita reale di una cultura popolare progressivamente orientata.”

Il concetto fu poi ripreso, discusso problematicamente e allargato in particolare da A.M.Cirese (in rapporto a Gramsci) e Luigi M. Lombardi Satriani (il folklore come cultura di contestazione).
I “folkloristi” erano stati oggetto di critica di De Martino già nella sua prima opera del 1941, Naturalismo e storicismo nell’etnologia, in quanto puri descrittori e catalogatori con criterio naturalistico e non storico-culturale: per cui il folklore rimane, pur categorizzato come “progressivo”, come fenomeno di indagine antropologica nei termini più complessivi di cultura popolare.

## Crisi della presenza e destorificazione del negativo
In quanto alla “crisi della presenza” come spaesamento, ne La fine del mondo, Ernesto De Martino racconta di una volta in Calabria quando, cercando una strada, egli e i suoi collaboratori fecero salire in auto un anziano pastore perché indicasse loro la giusta direzione da seguire, promettendogli di riportarlo poi al posto di partenza. L'uomo salì in auto pieno di diffidenza, che si trasformò via via in una vera e propria angoscia esistenziale, non appena dalla visuale del finestrino sparì alla vista il campanile di Marcellinara, il suo paese. Il campanile rappresentava per l'uomo il punto di riferimento del suo circoscritto spazio domestico, senza il quale egli si sentiva realmente spaesato. Quando lo riportarono indietro in fretta l'uomo stava penosamente sporto fuori dal finestrino, scrutando l'orizzonte per veder riapparire il campanile. Solo quando lo rivide, il suo viso finalmente si riappacificò.
In un altro esempio, per esprimere il medesimo concetto, De Martino racconta degli Achilpa, cacciatori e raccoglitori australiani, nomadi da sempre e per sopravvivenza, che avevano però l'usanza di piantare al centro del loro accampamento un palo sacro, intorno al quale celebravano un rito ogni volta che "approdavano" in un luogo nuovo. Il giorno che il palo si spezzò, i membri della tribù si lasciarono morire, sopraffatti dall'angoscia.
Il concetto di spaesamento, come una condizione molto "rischiosa" in cui gli individui temono di perdere i propri riferimenti domestici, che in qualche modo fungono da "indici di senso", viene inserito dunque da De Martino nelle sue categorie di “crisi della presenza” e destorificazione del negativo. 
La crisi della presenza caratterizza allora quelle condizioni diverse nelle quali l'individuo, al cospetto di particolari eventi o situazioni (malattia, morte, conflitti morali, migrazione), sperimenta un'incertezza, una crisi radicale del suo essere storico (della "possibilità di esserci in una storia umana", scrive De Martino) in quel dato momento scoprendosi incapace di agire e determinare la propria azione. La destorificazione del negativo permette l'universalizzazione della propria condizione umana in una dimensione mitico-simbolica, mediata dalla religione e presente nel rito. Secondo Amalia Signorelli, antropologa e collaboratrice della spedizione nel Salento, 
"Il dato esistenziale che ha scatenato la crisi (morte, malattia, paura e altro ancora) viene mentalmente astratto dal contesto storico per entro il quale è stato esperito e viene ricondotto a un tempo e a una vicenda mitici".
Se il mito è narrazione, il rito è un comportamento orientato ad uno scopo e ripetuto con parole e gesti di significato altamente simbolico. È così che mito, rito e simbolo diventano un circuito volto alla soluzione della crisi, astraendo dalla storia reale in cui agisce il negativo. 

Quando è il negativo a prevalere, e questo accade in fasi particolarmente drammatiche dell'esistenza umana (come la morte di una persona cara), può manifestarsi una crisi radicale, una “funesta miseria esistenziale”, per cui l’ethos del trascendimento non riesce più a risolvere la crisi nel valore e la mancata valorizzazione fa perdere anche l’operabilità sul reale. L’attività etica della valorizzazione è necessaria per impedire la destrutturazione dell'esserci”, in quanto il “vitale” vede per intero invaso il suo spazio, quello dell’intersoggettività e il rapporto con il mondo. Avviene allora che “la presenza abdica senza compenso”.

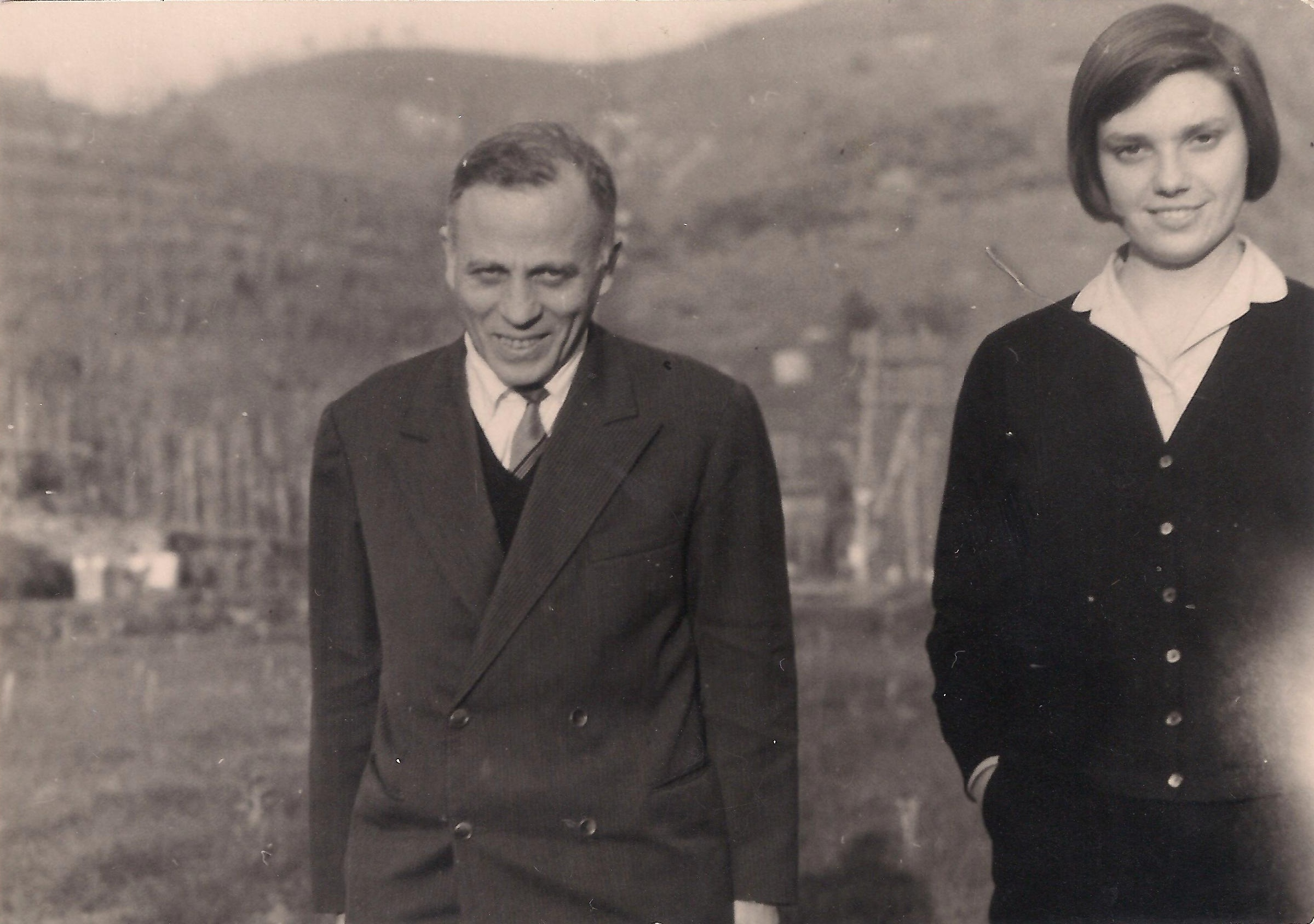
Ernesto De Martino e Muzi Epifani, 1956, durante una missione in Basilicata

## L'elaborazione del lutto ed il pianto rituale antico
Tra il 1952 e il 1956, l'etnologo organizza una serie di spedizioni di ricerca in Basilicata, accompagnato da un'équipe interdisciplinare, tra cui Vittoria De Palma anche lei etnologa e compagna di vita e con l'utilizzo di strumenti quali il magnetofono e la cinepresa, innovativi rispetto all'indagine folklorica classica. Riconnettendosi a Il mondo magico, decide di concentrarsi sul lamento funebre e la “crisi del cordoglio”, ai segni, al simbolismo delle ritualità legate ad una crisi esistenziale tra le più gravi, come quella che segue la perdita di un caro, e il pianto e il dolore collettivi che rappresentano la “crisi della presenza”, della propria e di tutti, minacciata dalla morte. Il pericolo del lutto è dunque quello dell’annullamento totale. 
In Morte e pianto rituale. Dal lamento funebre antico al pianto di Maria, 1958, affronta anche il senso della morte di Cristo in rapporto alla condizione esistenziale dell'uomo nel mondo ed al momento traumatico della esperienza della morte dei propri cari. Di fronte alla "crisi del cordoglio" che può portare al crollo esistenziale, emerge la esigenza di elaborare culturalmente il lutto, nella forma socialmente codificata del rito. La consolazione offerta dal credo religioso riconduce a forme sopportabili la carica drammatica del lutto, riferendola simbolicamente alla morte tragica di Cristo sulla croce, forme che consentono di ritrovarsi uguali nel dolore, ma che diventano anche promessa di resurrezione.
De Martino indaga la persistenza, nelle realtà marginalizzate della Basilicata, del pianto funebre, come “riplasmazione” del planctus irrelativo, rito antichissimo e diffuso prima del Cristianesimo in tutta l'area mediterranea. Il “pianto rituale” e le pratiche del lutto registrate ed analizzate dall'etnografo, ricordano antiche forme di espiazione del dolore e di superstizione individuate dalle popolazioni primitive della Nuova Zelanda, i Maori, o alcune tribù nordamericane. Comunemente alle popolazioni primitive, infatti, i parenti del defunto contadino meridionale vestivano abiti di colore nero per “morire con lui”, ma anche per “risorgere insieme a lui” visto che il nero indossato suggerisce le zolle feconde della terra nella quale il morto era stato seppellito.
Comune è inoltre il veto tra i contadini studiati da Ernesto De Martino di non nominare il morto bensì di inserirlo nei discorsi usando epiteti come “la buonanima” o “la felice memoria”, o se proprio si pronuncia il nome del defunto seguono frasi come: “che possa stare in mezzo ai fiori”, o “che possa stare in mezzo agli angeli” o “che possa stare in mezzo al Paradiso”.
Ernesto De Martino in Morte e pianto rituale. Dal lamento funebre antico al pianto di Maria dimostra che tali pratiche servivano da espiazione, da farmakon per ricostruire un "io" deflagrato dal trauma della perdita. Al fine di evitare di cadere in forme di nevrosi e quindi di perdita del controllo di sé a causa della sofferenza eccessiva, i contadini meridionali avevano escogitato una sorte di lavoro del dolore che impedisse loro di annullarsi (non-esserci).
Su questi temi si è soffermata una sua studentessa e collaboratrice, la scrittrice Muzi Epifani, nella commedia La fuga, scritta a dieci anni dalla sua scomparsa.

## Opere
- Naturalismo e storicismo nell'etnologia, Laterza, Bari, 1941; (PDF) Ernesto De Martino, Naturalismo e Storicismo nell'etnologia, ed.Laterza, 1941 n. ed. con introduzione e cura di Stefano De Matteis, Lecce, Argo, 1997.
- Il mondo magico: prolegomeni a una storia del magismo, Torino, Einaudi, 1948; n. ed. Torino, Boringhieri, 1973 (con introduzione di Cesare Cases e in appendice testi di Benedetto Croce, Enzo Paci, Raffaele Pettazzoni e Mircea Eliade).
- Morte e pianto rituale nel mondo antico: dal lamento pagano al pianto di Maria, Torino, Einaudi, 1958, Premio Viareggio Saggistica[14]; n. ed. Torino, Bollati Boringhieri, 2000 (con introduzione di Clara Gallini).
- Sud e magia, Milano, Feltrinelli, 1959; n. ed. 2002 (con introduzione di Umberto Galimberti. Premio Crotone nel 1959).
- La terra del rimorso. Contributo a una storia religiosa del Sud, Milano, Il Saggiatore, 1961, Net, 2002, ISBN 88-515-2028-3.
- Furore, simbolo, valore, Milano, Il Saggiatore, 1962; poi Milano, Feltrinelli, 1980 (con introduzione di Luigi M. Lombardi Satriani) e ivi 2002 (con introduzione di Marcello Massenzio).
- Magia e civiltà. Un'antologia critica fondamentale per lo studio del concetto di magia nella civiltà occidentale, Milano, Garzanti, 1962.
- Mondo popolare e magia in Lucania, a cura e con prefazione di Rocco Brienza, Roma-Matera, Basilicata, 1975.
- La fine del mondo. Contributo all'analisi delle apocalissi culturali, a cura di Clara Gallini, con introduzione di Clara Gallini e Marcello Massenzio, Torino, Einaudi, 1977.
- La collana viola: lettere 1945-1950 (con Cesare Pavese), a cura di Pietro Angelini, Torino, Bollati Boringhieri, 1991.
- Scritti minori su religione, marxismo e psicoanalisi, a cura di Roberto Altamura e Patrizia Ferretti, Roma, Nuove Edizioni Romane, 1993
- Compagni e amici: lettere di Ernesto De Martino e Pietro Secchia, a cura di Riccardo Di Donato, Firenze, La Nuova Italia, 1993
- Storia e metastoria: i fondamenti di una teoria del sacro, introduzione e cura di Marcello Massenzio, Lecce, Argo, 1995.
- Note di campo: spedizione in Lucania, 30 settembre - 31 ottobre 1952, edizione critica a cura di Clara Gallini, Lecce, Argo, 1995.
- L'opera a cui lavoro: apparato critico e documentario alla Spedizione etnologica in Lucania, a cura di Clara Gallini, Lecce, Argo, 1996.
- Una vicinanza discreta: lettere (con Renato Boccassino), a cura di Francesco Pompeo, Roma, Oleandro, 1996.
- I viaggi nel Sud di Ernesto De Martino, a cura di Clara Gallini e Francesco Faeta, fotografie di Arturo Zavattini, Franco Pinna e Ando Gilardi, Torino, Bollati Boringhieri, 1999.
- Panorami e spedizioni: le trasmissioni radiofoniche del 1953-54, a cura di Luigi M. Lombardi Satriani e Letizia Bindi, Torino, Bollati Boringhieri, 2002.
- Musiche tradizionali del Salento: le registrazioni di Diego Carpitella ed Ernesto De Martino (1959, 1960), a cura e testi di Maurizio Agamennone, Roma, Squilibri, 2005 (con 2 CD).
- Scritti filosofici, a cura di Roberto Pastina, Bologna, il Mulino, 2005.
- Dal laboratorio del mondo magico: carteggi 1940-1943, a cura di Pietro Angelini, Lecce, Argo, 2007.
- Ricerca sui guaritori e la loro clientela, a cura di Adelina Talamonti, Lecce, Argo, 2008 (con introduzione di Clara Gallini).
- Etnografia del tarantismo pugliese. I materiali della spedizione nel Salento del 1959, a cura di Amalia Signorelli e Valerio Panza, Introduzione e commenti di Amalia Signorelli, Lecce, Argo, 2011.
- Le intrecciate vie: carteggi di Ernesto de Martino con Vittorio Macchioro e Raffaele Pettazzoni, a cura di Riccardo Di Donato e Mario Gandini, Pisa, ETS, 2015.
- La fine del mondo. Contributo all'analisi delle apocalissi culturali, nuova edizione a cura di Giordana Charuty, Daniel Fabre, Marcello Massenzio, Torino, Einaudi, 2019, ISBN 978-88-06-24188-9.
- Morte e pianto rituale. Dal lamento funebre antico al pianto di Maria , nuova edizione a cura di Marcello Massenzio, Torino, Einaudi, 2021.